# Эль-Хаджиб
Эль-Хаджиб (араб. الحاجب‎) — небольшой город на северо-западе Сирии, расположенный на территории мухафазы Халеб. Входит в состав района Сафира. Является административным центром одноимённой нахии.

## Географическое положение
Город находится в юго-западной части мухафазы, к юго-западу от озера Эль-Джаббуль, на высоте 576 метров над уровнем моря.

Эль-Хаджиб расположен на расстоянии приблизительно 37 километров к юго-востоку от Алеппо, административного центра провинции и на расстоянии 274 километров к северо-северо-востоку (NNE) от Дамаска, столицы страны.

## Население
По данным официальной переписи 2004 года численность населения города составляла 1542 человек (773 мужчины и 769 женщин).

## Транспорт
Ближайший гражданский аэропорт — Международный аэропорт Алеппо.